# Mokomokai

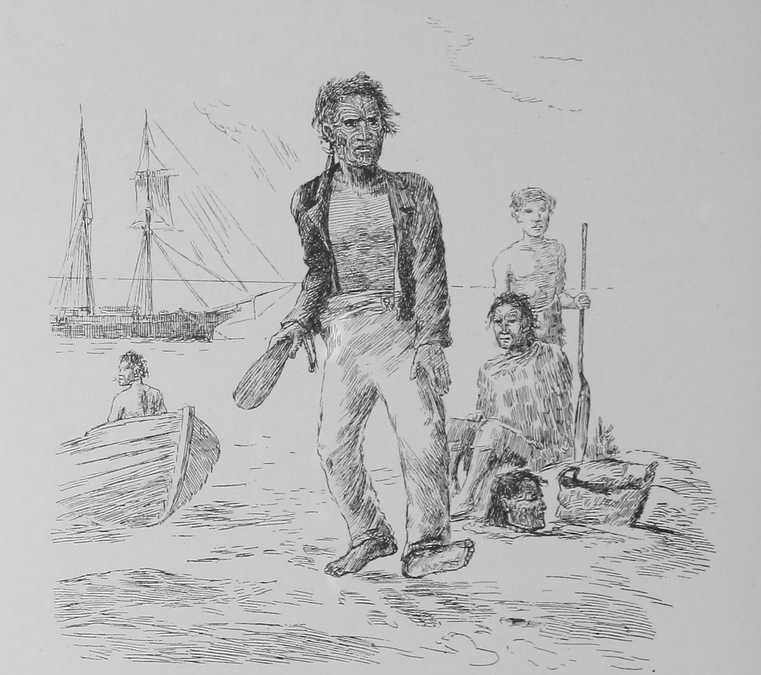
"Förhandling om ett huvud på stranden, hövdingen pressar priset" (teckning av H.G. Robley).

Mokomokai är preparerade och tatuerade huvuden från Māori, ursprungsbefolkningen i Nya Zeeland. Ansiktena har dekorerats genom tā moko, vilket är benämningen på den maoriska tatueringskonsten. Huvudena blev värdefulla bytesvaror under muskötkrigen i början av 1800-talet.

## Tā moko
Tā moko, den maoriska tatueringskonsten, var en del av den traditionella maoriska kulturen fram till omkring mitten av 1800-talet då bruket minskade. Under senare delen av 1900-talet har den dock fått en renässans. I föreuropeisk maorikultur kännetecknas moko av hög social status. Det var i allmänhet bara män som hade full moko, men högt rankade kvinnor hade ofta moko på sina läppar och hakor.
Moko markerade olika övergångsriter eller viktiga händelser för framför allt högt rankade hövdingar . Varje moko var unik och innehöll uppgifter om personens rang, stam, härkomst, yrke och bedrifter. De var dyra att skaffa. Dessutom var konsten – de människor som utförde den och mönstren i sig – omgivna av strikta och heliga regler.

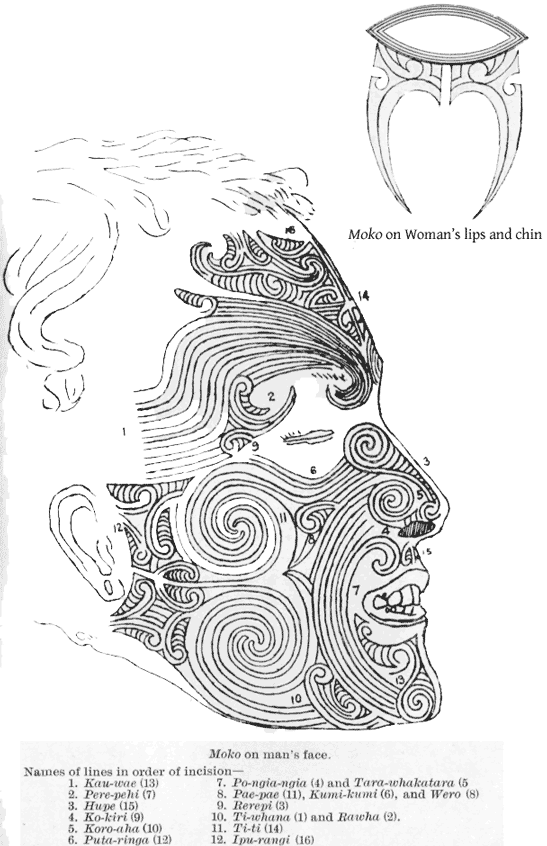
Tā moko-design

## Mokomokai
När någon med moko dog sparade man ofta huvudet. Hjärnan och ögonen togs bort och alla öppningar förslöts med spånadslin och tuggummi. Huvudet kokades eller ångades i en ugn och röktes därefter över öppen eld. Sedan torkades det i solen i flera dagar och behandlades med hajolja. Sådana bevarade huvuden, mokomokai, skulle hållas av sina familjer i snidade lådor och togs fram endast för heliga ceremonier.
Även huvuden från fiendens hövdingar som dödats i strid bevarades. Dessa krigstroféer skulle visas på marae och hånas. De var också viktiga i diplomatiska förhandlingar mellan stridande stammar. Utbyte av mokomokai kunde vara en nödvändig komponent för att uppnå fred.

## Muskötkrigen
I början av 1800-talet, när européerna kom till Nya Zeeland, fick de stammar som hade kontakt med européerna, tillgång till skjutvapen, vilket gav dem en militär fördel gentemot sina grannar. Detta gav upphov till muskötkrigen. Andra stammar blev desperata att också förvärva skjutvapen för att kunna försvara sig. Det var under denna period av social destabilisering som mokomokai blev kommersiella bytesvaror som kunde säljas som kuriosa, konstverk och som museiexemplar.
Efterfrågan på skjutvapen var så stor att stammarna utförde räder mot sina grannar med syftet att anskaffa fler huvuden att handla med. De tatuerade även slavar och fångar (även med meningslösa motiv snarare än äkta Moko) för att få fler huvuden. Den mest intensiva handeln med mokomokai skedde under perioden 1820-1831. År 1831 utfärdade guvernören i New South Wales en proklamation som förbjöd ytterligare handel med huvuden i Nya Zeeland, och under 1830-talet minskade efterfrågan på skjutvapen till följd av marknadsmättnad. Efter 1840, när Waitangifördraget hade undertecknats och Nya Zeeland blivit en brittisk koloni samtidigt som bruket av moko i maorisamhället minskat, upphörde nästan exporten av mokomokai, även om viss småskalig handel fortsatte under flera år.

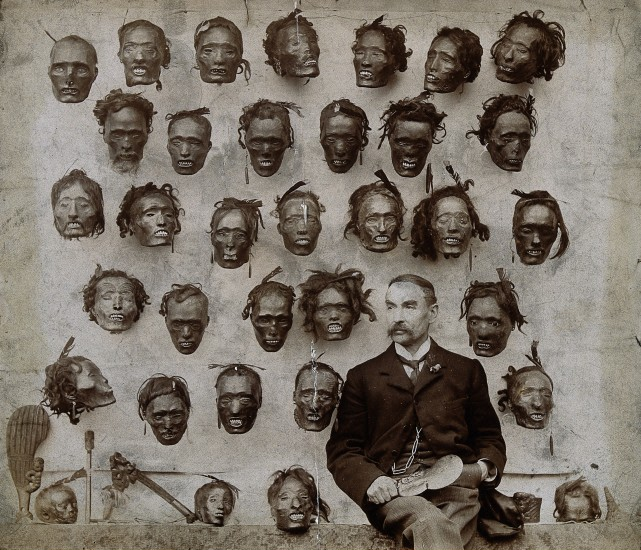
H.G. Robley med sin mokomokai-samling.

## Repatriering
På senare tid har det funnits en kampanj för att återföra de hundratals mokomokai som hållits i museer och privata samlingar runt om i världen till Nya Zeeland, antingen för att återlämna dem till sina anhöriga eller till Museum of New Zealand för lagring, men inte visa. Det har haft viss framgång – även om många mokomokai finns kvar utomlands – och kampanjen pågår ännu.
År 1990 återlämnade Etnografiska museet i Stockholm ett huvud.